# Conselho da Shura dos Mujahidins em Derna
O Conselho da Shura dos Mujahidins em Derna é uma coalizão de milícias islâmicas que defendem a aplicação da xaria dentro de Derna,  Líbia. Além de procurar implementar rigorosos costumes sociais em Derna, a aliança é conhecida por sua oposição aberta à Khalifa Haftar  e as filiais líbias do Estado Islâmico do Iraque e do Levante. 

## Histórico
O Conselho da Shura dos Mujahidins em Derna foi criado pelo ex-membro do Grupo de Combate Islâmico Líbio Salim Derby em 12 de dezembro de 2014.  O grupo frequentemente entra em choque com o Estado Islâmico em Derna em disputas de poder e recursos da cidade. Em junho de 2015, homens armados do Estado Islâmico mataram o importante líder do Conselho da Shura Nasser Akr, o grupo respondeu declarando uma jihad contra o Estado Islâmico. Salim Derby foi morto em combate subsequente. 

## Membros
Na sua fundação, o Conselho incluiu os seguintes grupos:
- Ansar da Xaria (Derna, Líbia)
- Jaixe do Islã (Líbia)
- Brigada dos Mártires de Abu Salim